# MyIM
MyIM最初是由广州市自由通网络科技公司开发的即时通讯软件，能支持QQ、MSN、ICQ/AIM和Yahoo! Messenger，而同类的软件主要有Gaim，但是两者的区别在于MyIM需要另外注册用户，而Gaim只需要这些通讯协议的用户名及密码。MyIM允许同时登录多个QQ账号，一度成为非常流行的QQ挂机软件。MyIM同时还是一个功能出色的音乐播放器，可以播放其网站提供的在线音乐，当然也可以自定义播放列表，添加本地音乐。
MyIM一直以来都宣传其产品占用内存极少，实际上MyIM确实是占用了很少的物理内存，但是它却大量的占用了虚拟内存。运行起来极其不稳定，早期版本会频繁出现错误，用户经常在聊天时被强制退出。自从MyIM 2005版本后稳定性有了很大的提高，吸引了越来越多的用户群。
MyIM的知名度和影响力越来越大，导致腾讯公司对其侵权行为进行起诉，MyIM被迫于2005年9月下旬关闭其官方网站。